# سحر البرجوازية الخفي (فلم)
سحر لابرجوازية الخفي (بالإنجليزية: The Discreet Charm of the Bourgeoisie) هو فيلم كوميدي للمخرج لويس بونويل، تم إنتاجه في فرنسا وإيطاليا وصدر في سنة 1972.

## الميزانية والإيرادات
بلغت تكلفة إنتاج الفيلم حوالي 800,000 دولار.

### ترشيحات وجوائز
| السنة | الحدث  | الفئة           | النتيجة  |
| ----- | ------ | --------------- | -------- |
|       | أوسكار | أفضل فيلم أجنبي | فـــــوز |

## وصلات خارجية
- سحر البرجوازية الخفي على موقع IMDb (الإنجليزية)
- سحر البرجوازية الخفي على موقع ميتاكريتيك (الإنجليزية)
- سحر البرجوازية الخفي على موقع الموسوعة البريطانية (الإنجليزية)
- سحر البرجوازية الخفي على موقع روتن توميتوز (الإنجليزية)
- سحر البرجوازية الخفي على موقع ألو سيني (الفرنسية)
- سحر البرجوازية الخفي على موقع Turner Classic Movies (الإنجليزية)
- سحر البرجوازية الخفي على موقع أول موفي (الإنجليزية)
- سحر البرجوازية الخفي على موقع فيلمافينيتي (الإسبانية)
- سحر البرجوازية الخفي على موقع قاعدة بيانات الأفلام السويدية (السويدية)
- سحر البرجوازية الخفي على موقع قاعدة بيانات الفيلم (الإنجليزية)